# Sandra Belaunde Arnillas
Sandra Belaunde Arnillas es una administradora peruana. Fue ministra de la Producción del Perú desde diciembre de 2022 hasta enero de 2023; en el gobierno de Dina Boluarte.

## Biografía
Obtuvo el bachillerato en Administración y Finanzas en la Universidad Peruana de Ciencias Aplicadas. Tiene una maestría en Administración Pública en la Universidad de Columbia (Nueva York) y cuenta con un diplomado en Antropología en la Pontificia Universidad Católica del Perú.

### Trayectoria
Ha sido Jefe de Estudios Económicos en el Ministerio de Cultura, Asesora de Ministro en el Ministerio de Transportes y Comunicaciones y Directora General de Políticas y Análisis Regulatorio en el Ministerio de la Producción.
También se ha desempeñado como jefa de proyectos en el Instituto Peruano de Economía y consultora en APOYO Consultoría Pública (ACPública). 
Fue editora de Lima y País en el diario El Comercio y editora de Perú Económico en APOYO Publicaciones.
Se desempeñó como gerente de estudios económicos y es columnista del diario Perú21.

### Ministra de Estado
El 10 de diciembre de 2022, fue nombrada y posesionada por la presidenta Dina Boluarte, como ministra de la Producción del Perú. Presentó su renuncia irrevocable al cargo el 25 de enero de 2023.